# Fannaråki
Fannaråki ou Fanaråken est un sommet situé dans le Jotunheimen, en Norvège. Il est situé à proximité du lac Prestesteinsvatnet, sur le plateau de Sognefjellet, près de la route Sognefjellsvegen. Sur le versant nord de la montagne s'étend le glacier Fannaråkbreen, qui explique le nom de la montagne, Fanna dérivant de Fonn qui signifie glacier, tandis que råk désigne une crête montagneuse.
L'ascension de la montagne, culminant à 2 068 m, est une activité populaire. Depuis Turtagrø, sur la route Sognefjellsvegen, la montée de 8 km prend environ 4 ou 5 heures et ne représente aucune difficulté majeure. Au sommet se trouve la cabane Fannaråkhytta, qui est la cabane de plus haute altitude de l'association norvégienne de randonnée. La vue depuis ce sommet permet d'admirer le massif d'Hurrungane, en particulier Storen, mais par beau temps, on peut voir une grande partie de Jotunheimen, mais aussi Jostedalsbreen.